# Fidel de la Peña
Fidel de la Peña es un antiguo piloto de rallys de Cantabria (España) de los años 70 y 80, y organizador del Rally Cantabria Infinita en la actualidad.

## Carrera
La vida deportiva en el mundo de los rallys de Fidel de la Peña transcurre desde finales de los años 70 hasta su retirada en 1989, pilotando principalmente automóviles de las marcas Opel y Renault y llegando a pilotar para la escudería Rothmans en 1980. En su palmarés deportivo cuenta con cinco victorias en diferentes campeonatos y 33 victorias en rallys.

## Palmarés
- Campeón de Castilla de Rallys (2): 1979[1] y 1981,[2] ambas con un Opel Kadett GTE.
- Campeón de Cantabria de Rallys (2): 1986 con un Opel Ascona 2000, y 1988 con un Renault 11 Turbo.
- Campeón de Cantabria de Montaña (1): 1988, con un Renault 11 Turbo.

- Rally Orconera (1): 1978, con Opel Kadett GTE.
- Rally de Talavera (1): 1979, con Opel Kadett GTE.[3]
- Rally Radio Nacional (1): 1980, con un Opel Kadett GTE.[4]
- Rally Villa de San Vicente de la Barquera (1): 1983, con un Renault 5 Turbo.
- Rally Auto Estrada (1): 1983, con un Renault 5 Turbo.
- Rally de Puente Viesgo (2): 1984, con un Porsche 911, y 1986 con Opel Ascona 2000.
- Rally de Cóbreces (1): 1986, con un Opel Ascona 2000.
- Rally Vidal de la Peña (1): 1987, con un Opel Ascona 2000.

Además suma otras 24 victorias en diferentes rallys hasta su retirada en 1989 a los mandos de un Renault 11 Turbo.

## Coches pilotados
- 1977: Seat 124 FL 1430.
- 1978: Seat 124 2100 y Opel Kadett GTE.
- 1979 a 1981: Opel Kadett GTE.
- 1982 a 1983: Renault 5 Turbo.
- 1984: Porsche 911 y Opel Ascona 2000.
- 1985 a 1987: Opel Ascona 2000.
- 1988: Renault 11 Turbo.